# محض رضای مسیح
محض رضای مسیح (به انگلیسی: For Christ's Sake) یک فیلم کمدی محصول سال ۲۰۱۱ به کارگردانی جکسون داگلاس و تهیه‌کنندگی ویل رائه است.
این فیلم در ۶ دسامبر ۲۰۱۱ در دی وی دی منتشر شد.

## داستان
این فیلم در مورد یک کشیش به نام رابرت است که می‌فهمد برادر تبعیدی اش برای درمان سرطان به پول زیادی احتیاج دارد. او مخفیانه از صندوق اضطراری کلیسا وام می‌گیرد و آن را به برادرش وام می‌دهد، اما بعداً می‌یابد که برادرش از این پول برای تأمین مالی فیلم پورنو استفاده کرده‌است.

## بازیگران
- سارا رو به عنوان کندی
- الکس بورستین به عنوان خانم مارکوس
- ویل ساسو به عنوان آلن
- ایک بارینهولتز به عنوان باستر چری
- ویلیام مورگان شپرد به عنوان پدر موناهان
- آرمین شیمرمن به عنوان پاپ
- کایل بورنهایمر به عنوان تونی
- جد رس به عنوان رابرت
- مایکل هیچکاک به عنوان تام
- جودی شکونی به عنوان میا
- چاد ویلت به عنوان سید
- جیسون باری به عنوان پدر روحانی بکمن
- اسکات ال. شوارتز به عنوان گوردی
- نیکولا چارلز به عنوان مری مورفی
- مت شامپاین به عنوان کارل
- دیوید دین بوترل به عنوان سام